# Astochia shishodiai
Astochia shishodiai är en tvåvingeart som beskrevs av Joseph och Parui 1993. Astochia shishodiai ingår i släktet Astochia och familjen rovflugor. Inga underarter finns listade i Catalogue of Life.